# Prisión Central de Klong Prem
La Prisión Central de Klong Prem (en tailandés: คลองเปรม) es una prisión de alta seguridad en Bangkok, la capital de Tailandia. La prisión tiene varias secciones separadas. El Gran complejo alberga hasta 20.000 reclusos. Dentro del perímetro de la instalación esta la Prisión Central de Mujeres, a menudo referida como "Lard Yao". Es además la Institución de Corrección central para Drogodependientes (también conocido como "Bambat Phiset"), la Prisión Especial de Bangkok y el Hospital Central Correccional. La sección de los hombres Lard Yao tiene la custodia de los delincuentes de sexo masculino cuya condena no es más de 25 años. Para 2002 la sección de hombres tenía 1.158 extranjeros, de un total de 7.218 prisioneros de 56 países. 